# Сен-Пьер (округ, Мартиника)
Сен-Пьер (фр. Saint-Pierre) — округ (фр. Arrondissement) во Франции, один из округов в регионе Мартиника. Департамент округа — Мартиника. Супрефектура — Сен-Пьер.
Население округа на 2009 год составляло 23 683 человек. Площадь округа составляет всего 210 км².